# جیران علیا
جیران علیا، روستایی است از توابع بخش مرکزی شهرستان ارومیه و در شهرستان ارومیه استان آذربایجان غربی ایران.

## جمعیت
این روستا در دهستان ترکمان قرار داشته و بر اساس سرشماری سال ۱۳۸۵ جمعیت آن ۱۷۵ نفر (۵۱ خانوار)
بوده‌ است.